# Gorgorhynchus polymixiae
Gorgorhynchus polymixiae is een soort in de taxonomische indeling van de Acanthocephala (haakwormen). De worm wordt meestal 1 tot 2 cm lang. Ze komen algemeen voor in het maag-darmstelsel van ongewervelden, vissen, amfibieën, vogels en zoogdieren.
De haakworm komt uit het geslacht Gorgorhynchus en behoort tot de familie Rhadinorhynchidae. Gorgorhynchus polymixiae werd in 1981 beschreven door Kovalenko.